# Portland Stone Industry
Portland Stone Industry è un cortometraggio muto del 1908. Il nome del regista non viene riportato nei credit del film, un documentario che illustra le attività industriali legate al calcare estratto a Portland, un'isola del Dorset, un tipo di pietra che è stata usata per moltissimi edifici in Inghilterra e nel resto del mondo, dal Palazzo di Westminster alla Torre di Londra fino al British Museum.

## Trama
Il processo di lavorazione della pietra di Portland, un tipo di calcare che si trova solo in una zona molto limitata dell'Inghilterra.
Viene inserito e preparato l'esplosivo. Dopo l'esplosione, i blocchi - che possono pesare dai cinque quintali alle dieci tonnellate l'uno - vengono separati e squadrati, mentre enormi gru lavorano incessantemente tutto intorno per portarli su strada o in ferrovia, da dove partiranno per la loro destinazione.

## Produzione
Il film fu prodotto dalla Hepworth.

## Distribuzione
Distribuito dalla Hepworth, il documentario - un breve cortometraggio di 137 metri - uscì nelle sale cinematografiche britanniche nel 1908. In maggio, uscì anche negli Stati Uniti, distribuito dalla Williams, Brown and Earle.